# Hôtel Perrinet de Jars
L’hôtel Perrinet de Jars est un hôtel particulier situé au 33 rue du Faubourg-Saint-Honoré, dans le 8e arrondissement de Paris.

## Histoire
L'hôtel particulier est construit en 1714 par Pierre Grandhomme pour Anne Levieux, femme d'un financier. Il appartient ensuite au fermier général Étienne Perrinet de Jars, qui lui a laissé son nom et l'a fait transformer par Jean-Michel Chevotet. 
Il est acquis en 1810 par le duc Decrès, ministre de la Marine de Napoléon Ier. 
Loué de 1849 à 1864 à l'ambassade de Russie, il est acquis en 1856 par le baron Nathaniel de Rothschild qui le fait transformer vers 1864 par Léon Ohnet : reconstruction du corps sur rue et de l'escalier, remontage de boiseries réalisées en 1762 par Étienne-Louis Boullée pour l'hôtel de Tourolle, rue Charlot. 
L'hôtel abrite aujourd'hui le Cercle de l'Union interalliée, qui l'a acquis en 1920 d'Henri de Rothschild. Le Nouveau Cercle de l'Union y a aussi son siège.
Le bâtiment sur rue a été surélevé en 1928. 
Le bâtiment fait l’objet d’une inscription au titre des monuments historiques depuis le 13 avril 1928.